# Терьер (зенитный ракетный комплекс)
Конвэр RIM-2 «Терьер» (англ. Convair RIM-2 Terrier) — американский корабельный зенитный ракетный комплекс (ЗРК). Первый в мире ЗРК морского базирования, принятый на вооружение. Разработан как ответвление в программе «Bumblebee» (создание дальнобойного ЗРК RIM-8 Talos). Состоял на вооружении ВМС США с 1956 по 1980-е годы, снят с вооружения и заменён ЗУР семейства «Стандарт». Стоимость одной ракеты составляла $40 тыс. в ценах 1958 г.

## Разработка

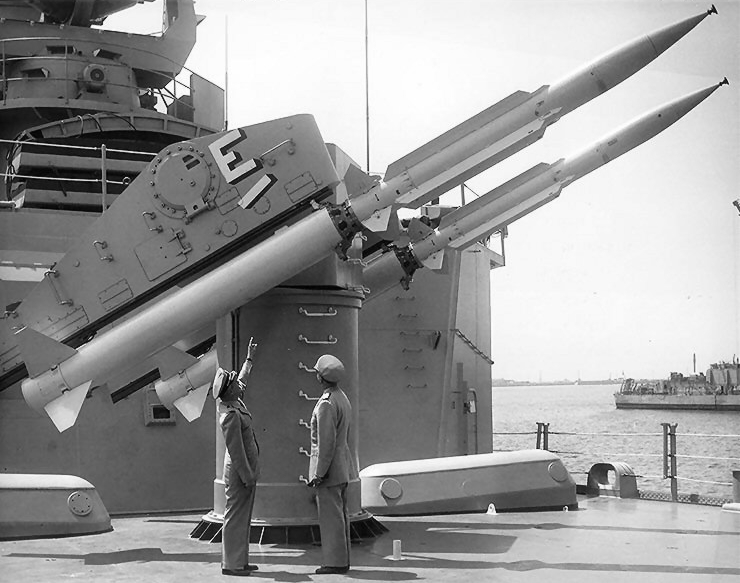
Ракетный комплекс «Терьер» на борту лёгкого крейсера «Провиденс»

Разработка корабельных зенитных ракетных комплексов для ВМС США началась в годы Второй мировой войны. Уже в 1944 году началась разработка зенитных управляемых ракет KAN-1 и Lark с радиокомандной системой наведения, предназначенных для борьбы с угрозой камикадзе. Ни одна из них не была принята на вооружение, так как война закончилась и флот уже не нуждался в немедленном принятии на вооружение сравнительно устаревших дозвуковых ракет. Работы над системой KAN были остановлены в 1946 году, работы над системой Lark продолжались до 1951 года, но после успешных испытаний ракета была сочтена морально устаревшей.
Вместо отменённой программы Lark флот начал более прогрессивную программу «Bumblebee» по созданию корабельных зенитных управляемых ракет. В её рамках разрабатывалась дальнобойная ракета с наведением «по лучу» корабельного радара — будущий RIM-8 Talos. В ходе разработки проекта, инженеры ВМФ столкнулись с нехваткой практических данных о динамике объектов, движущихся на сверхзвуковых скоростях. Для сбора информации, и отработки особенностей системы управления, был разработан сверхзвуковой аппарат-прототип под кодовым обозначением CTV-N-8 Bumblebee STV. Впервые запущенный в 1948 году, этот аппарат представлял собой небольшую твердотопливную ракету, использовавшуюся для отработки систем управления.
В 1949 году, когда стало ясно, что разработка технически весьма сложного ЗРК RIM-8 Talos затягивается, а программа Lark уже технически устарела и не соответствует требованиям времени, специалисты ВМФ предложили в качестве компромиссного временного решения разработать боевую ракету на базе существующего исследовательского аппарата CTV-N-8 Bumblebee STV. Технически, прототип уже имел все необходимые свойства будущей ракеты, и мог быть доработан в весьма короткие сроки.
К созданию комплекса фирма «Конвэр» (Convair) приступила в 1949 году (позже фирма стала филиалом корпорации «Дженерал дайнемикс»). Первые пуски ракеты были проведены уже в 1951 году, но из-за необходимости доработок системы наведения, ракета была принята на вооружение лишь в 1956 году.

## Задействованные структуры
В разработке и производстве ракет «Терьер» были задействованы следующие структуры:

| Подрядчики первой очереди (частный сектор) - Сборка и испытания ракетного комплекса, производство ракет, учебно-тренировочное оборудование, пульт системы управления ракетным вооружением, транспортный контейнер и подвесная система (производство) — General Dynamics Corp., Convair Pomona Division, Помона, Калифорния; - Система управления огнём — Western Electric Co., Уинстон-Сейлем, Северная Каролина; - Системный инжиниринг и интеграция, модификации комплекса для нужд различных родов войск и видов вооружённых сил — Vitro Laboratory, Силвер-Спринг, Мэриленд; Universal Match Corp., Armament Division, Сент-Луис, Миссури; - Пусковая установка, силовые приводы — Northern Ordnance, Inc., Миннеаполис, Миннесота; - Разгонный и маршевый ракетные двигатели — Atlantic Research Corp., Александрия, Виргиния; Cameron Iron Works, Хьюстон, Техас; Hicks Corp., Ашвилл, Северная Каролина; - Бесконтактный датчик цели, блок регулировки питания — Sperry Rand Corp., Sperry Farragut Division, Бристол, Теннесси; - Бортовая аппаратура наведения — Sperry Rand, Ford Instrument Division, Лонг-Айленд-Сити, Нью-Йорк; - Радиолокационная станция наведения ракет — Sperry Rand Corp., Sperry-Gyroscope Division, Грейт-Нек, Лонг-Айленд, Нью-Йорк; Reeves Instrument Corp., Гарден-Сити, Нью-Йорк; - Взрыватель, электромеханические приводы управления боевой части, часовой механизм, предохранительный механизм / переводчик взрывателя на боевой взвод (разработка) — Bulova Watch Company, Research & Development Laboratories, Industrial and Military Products Division, Вудсайд, Куинс, Нью-Йорк; - Взрыватель и предохранительный механизм (производство) — United Aircraft Corp., Hamilton Standard Division, Виндзор-Локс, Коннектикут; - Набор металлических деталей для боевой части (производство) — G. W. Galloway, Co., Монровия, Калифорния; - Набор инструментов для технического обслуживания — Weston Instrument, Inc., Weston Instrument & Electronics, Арчбалд, Пенсильвания; Magnavox Corp., Форт-Уэйн, Индиана; | - Автоматическое заряжающее устройство — American Machine & Foundry Co., Йорк, Пенсильвания; Baker-Raulang Co., Кливленд, Огайо; - Радиотелеметрическая аппаратура (производство) — Aircraft Armaments Inc., Кокисвилл, Мэриленд; - Контрольно-проверочная аппаратура — Hycon Manufacturing Co., Монровия, Калифорния; Boeing Aircraft Co., Сиэтл, Вашингтон. Подрядчики первой очереди (государственный сектор) - Набор металлических деталей для боевой части и двигателя, транспортный контейнер и подвесная система (разработка), погрузочно-разгрузочное оборудование (разработка) — Луисвиллский оружейный завод Главного управления вооружения ВМС США, Луисвилл, Кентукки; - Ракетное топливо, снаряжение разгонного и маршевого двигателей — Индианхедский завод боеприпасов ВМС США, Индиан-Хед, Мэриленд; - Взрыватель и предохранительный механизм (разработка) — Мейконский оружейный завод ВМС США, Мейкон, Джорджия; - Радиотелеметрическая аппаратура (разработка) — Исследовательский центр авионики ВМС США в Индианаполисе, Индиана. Субподрядчики (частный сектор) - Система приводов рулевых поверхностей ракеты — American Electronics, Inc., Фуллертон, Калифорния; - Гироскоп — United States Time Corp., Уотербери, Коннектикут; - Пороховой аккумулятор давления — Amoco Chemicals Corp., Сеймур, Индиана; - Головной обтекатель — Corning Glass Works, Корнинг, Нью-Йорк; - Термоэлектрогенератор, редуктор давления, гидравлический насос — Thompson Ramo Wooldridge, Inc., Кливленд, Огайо; - Смесительный блок, жиклёры — Herous, Монреаль, Квебек; - Антенна канала визирования цели — RANTEC Corp., Калабасас, Калифорния; - Система самоликвидации — Belock Instrument Corp., Колледж-Пойнт, Куинс, Нью-Йорк. |

## Конструкция

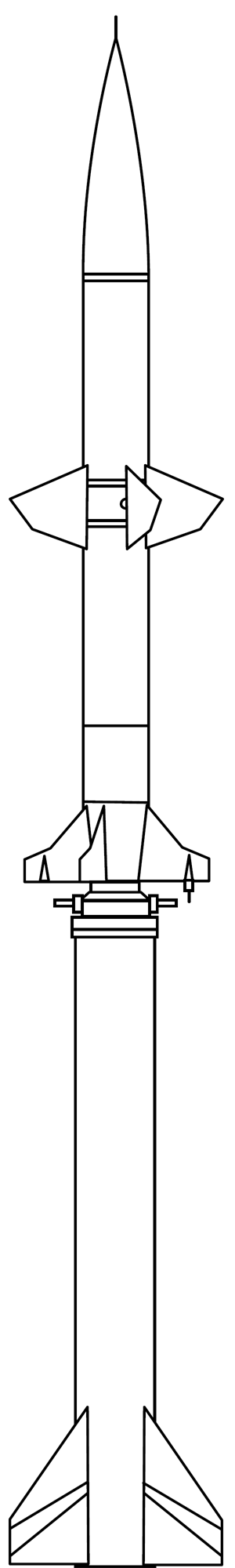

Ракета «Терьер» была двухступенчатой ракетой, работающей на твёрдом топливе. Длина первых версий «Терьера» составляла 8,25 м, последующие модификации были несколько короче. Диаметр всех вариантов ракеты был одинаков — 0,34 м.
Наведение ракеты осуществлялось «по лучу» РЛС («осёдланный луч»), т. н. «методом трех точек». Ракета двигалась вдоль линии, описываемой узким вращающимся лучом радара, направленным в расчётную точку перехвата. Для наведения ракет использовалась бортовая РЛС AN/SPG-55.

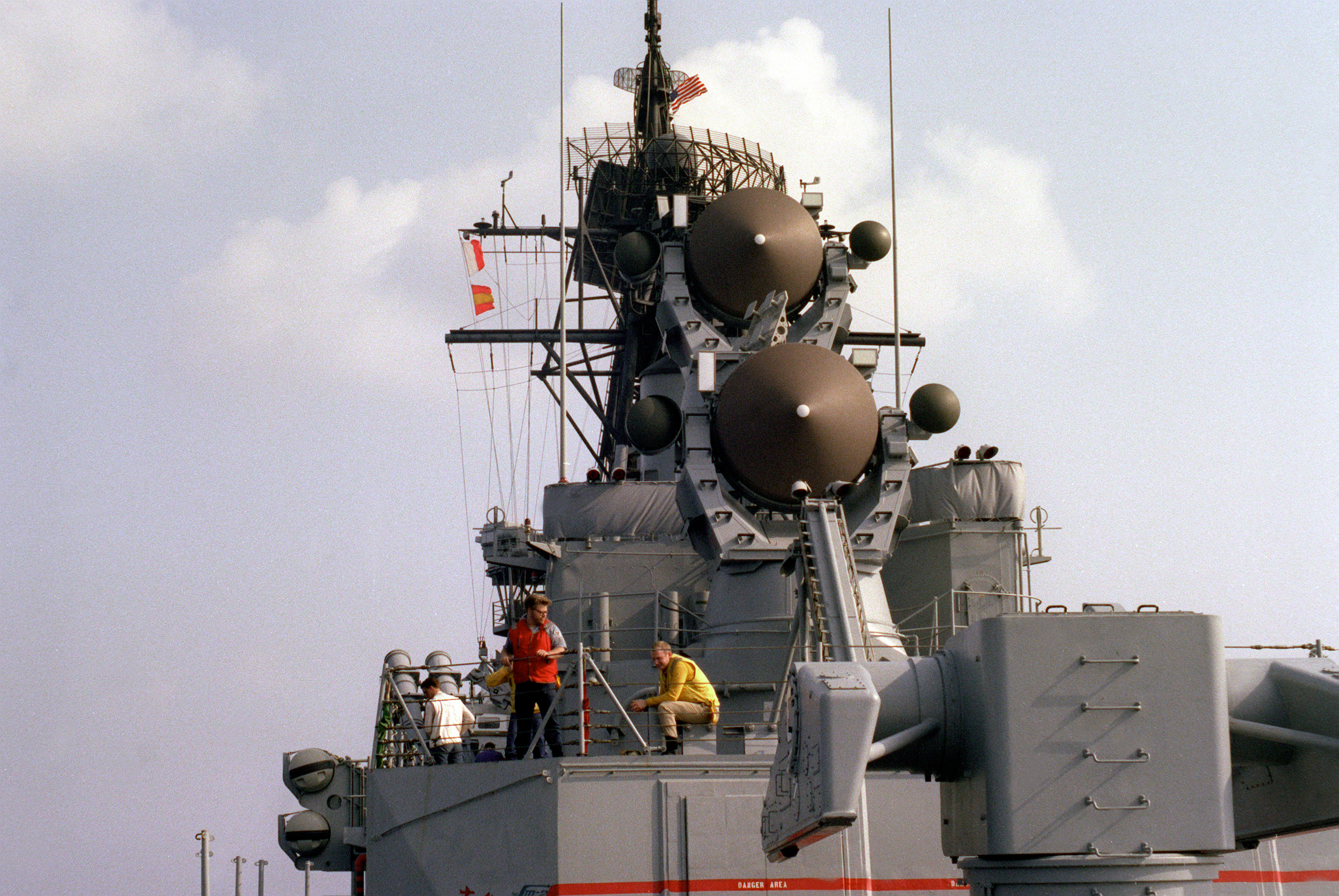
Радары AN/SPG-55 и пусковая установка Mk-4

Наведение «по лучу», хотя и было достаточно точным на средних дистанциях и мало подвержено средствам РЭБ, имело ряд недостатков: основным была невозможность применения по низколетящим целям, из-за отражения вращающегося луча от поверхности. Поздние версии ракеты использовали полуактивное наведение, при этом подсветка цели обеспечивалась тем же радаром AN/SPG-55.
Управление ракетой в полёте первоначально осуществлялось при помощи поворачивающихся крыльев. Это решение оказалась неудобным в применении, и использовалось лишь на первых двух моделях, получивших обозначение SAM-N-7 BW (англ. Beam-Riding, Wing-controlled). Последующие модификации ракеты имели неподвижные крылья и размещённые на хвостовой части рули. Они обозначались как SAM-N-7 BT (англ. Beam-Riding, Tail-controlled).
В качестве боевой части ракета несла 100-кг (218-фунтовый) осколочно-фугасный заряд. Последующие модификации были оснащены стержневыми боевыми частями, которые считались более эффективными для поражения самолётов и крылатых ракет. В 1957 году была создана также версия ракеты BT-3A(N), несущая ядерный заряд W-45-0 мощностью около одной килотонны. Ракеты с ядерными БЧ предназначались для эффективного поражения звеньев бомбардировщиков и торпедоносцев и перехвата высокоскоростных противокорабельных ракет вроде Х-22.
Всего с 1956 по 1966 год было выпущено около 8000 ракет всех модификаций.

## Модификации
Первая версия ракеты, испытанная и принятая на вооружение в 1956 году имела обозначение SAM-N-7 BW-0 и по сути дела, оставалась опытным образцом. На боевых кораблях она никогда не развёртывалась, потому что к моменту вступления в строй первых кораблей УРО, уже была готова новая модификация ракеты — SAM-N-7 BW-1. В основном, она отличалась упрощённой конструкцией, рассчитанной на сложные условия производства в ситуации тотальной войны. Оба варианта ЗУР были способны поражать воздушные цели, летящие только на дозвуковых скоростях.
Ракета SAM-N-7 BT-3 была существенно улучшенной модификацией. Она имела управляющие плоскости на хвостовом отсеке и новый маршевый двигатель, который позволял ракете развивать гораздо большую скорость полёта и уверенно поражать сверхзвуковые цели. Дальность ракеты и её потолок также увеличились.
В 1957 году были готовы ещё две модификации ракеты: SAM-N-7 BT-3A и SAM-N-7 BT-3(N), имевшие улучшенные характеристики (в том числе уменьшенную до 300 метров минимальную высоту поражаемой цели). Ракеты SAM-N-7 BT-3A были первыми «Терьерами», которые имели ограниченную возможность нанесения удара по наземным и надводным целям. Между собой версии различались лишь наличием на SAM-N-7 BT-3(N) ядерной БЧ.
Вариант ракеты SAM-N-7 HT-3 был первым, рассчитанным на использование полуактивного наведения, что существенно улучшало возможности применения ракеты по низколетящим целям.
Последняя версия ракеты появилась уже после 1963 года и согласно изменившейся системе обозначений имела только трёхбуквенный код RIM-3F. Это была улучшенная версия RIM-2E, имевшая расширенную дальность.
| Старое обозначение (до 1963) | Новое обозначение (с 1963) | Наведение    | Управление         | Скорость                 | Дальность, мин-макс | Высота применения, мин-макс | Боевая часть       |
| ---------------------------- | -------------------------- | ------------ | ------------------ | ------------------------ | ------------------- | --------------------------- | ------------------ |
| SAM-N-7 BW-0                 | RIM-2A                     | По лучу      | Крылья             | 1,8 М (дозвуковые цели)  | 4,5-18,28 км        | 1200-12000 м                | Осколочно-фугасная |
| SAM-N-7 BW-1                 | RIM-2B                     | По лучу      | Крылья             | 1,8 М (дозвуковые цели)  | 4,5-18,28 км        | 1200-12000 м                | Осколочно-фугасная |
| SAM-N-7 BT-3                 | RIM-2C                     | По лучу      | Хвостовое оперение | 3 М (сверхзвуковые цели) | 4,5-24,28 км        | 1200-12000 м                | Осколочно-фугасная |
| SAM-N-7 BT-3A                | RIM-2D                     | По лучу      | Хвостовое оперение | 3 М(сверхзвуковые цели)  | 4,5-36,5 км         | 300-24000 м                 | Стержневая         |
| SAM-N-7 BT-3A(N)             | RIM-2D                     | По лучу      | Хвостовое оперение | 3 М(сверхзвуковые цели)  | 4,5-36,5 км         | 300-24000 м                 | Ядерная, 1 кт      |
| SAM-N-7 HT-3                 | RIM-2E                     | Полуактивное | Хвостовое оперение | 3 М(сверхзвуковые цели)  | 4,5-36,5 км         | 300-24000 м                 | Стержневая         |
| Отсутствует                  | RIM-2F                     | Полуактивное | Хвостовое оперение | 3 М (сверхзвуковые цели) | 4,5-75 км           | 300-24000 м                 | Стержневая         |

Помимо стрельбы по воздушным целям, существовала также возможность применения «Терьера» (начиная с модели RIM-2E) по надводным целям в пределах радиогоризонта. При этом ракета наводилась на луч радара, отражённый от надстроек корабля-цели. Ввиду небольшой массы и осколочно-фугасной БЧ ракета в конвенционном оснащении могла быть эффективна только против небронированых кораблей, но в ядерном варианте могла поразить любой надводный корабль в радиусе действия.
Дальнейшее развитие линейки ракет было прервано появлением ракет серии SM-1.

## Корабли — носители комплекса
Между 1956 и 1971 годом, ракета была основным зенитным средством среднего радиуса действия на ряде кораблей США и союзных НАТО флотов:
- Двух переоборудованных тяжёлых крейсерах типа «Бостон» — две ПУ Mk 4
- Трёх переоборудованных лёгких крейсерах типа «Провиденс» — одна ПУ Mk 4
- Атомном ракетном крейсере «Лонг бич» — две ПУ Mk 10
- 9 ракетных крейсерах типа «Леги» и их атомной версии USS Bainbridge (CGN-25) — по две ПУ Mk 10
- 9 ракетных крейсерах типа «Белкнап» и их атомной версии USS Truxtun (CGN-35) — по одной ПУ Mk 10
- 10 эскадренных миноносцах типа «Фаррагут»/«Кунц»
- Двух крейсерах-вертолётоносцах типа «Андреа Дориа» — по одной ПУ Mk 10
- Крейсере-вертолётоносце типа «Витторио Венето» — по одной ПУ Mk 10
- Лёгком ракетном крейсере «Джузеппе Гарибальди» — по одной ПУ Mk 4
- Лёгком ракетном крейсере «Де Зевен Провинсен» — по одной ПУ Mk 4
- Трёх первых авианосцах серии «Китти-Хок» — ПУ заменены на RIM-7 Sea Sparrow в 1965.

Для запуска ракет использовались пусковые установки Mk 4 или Mk 10.

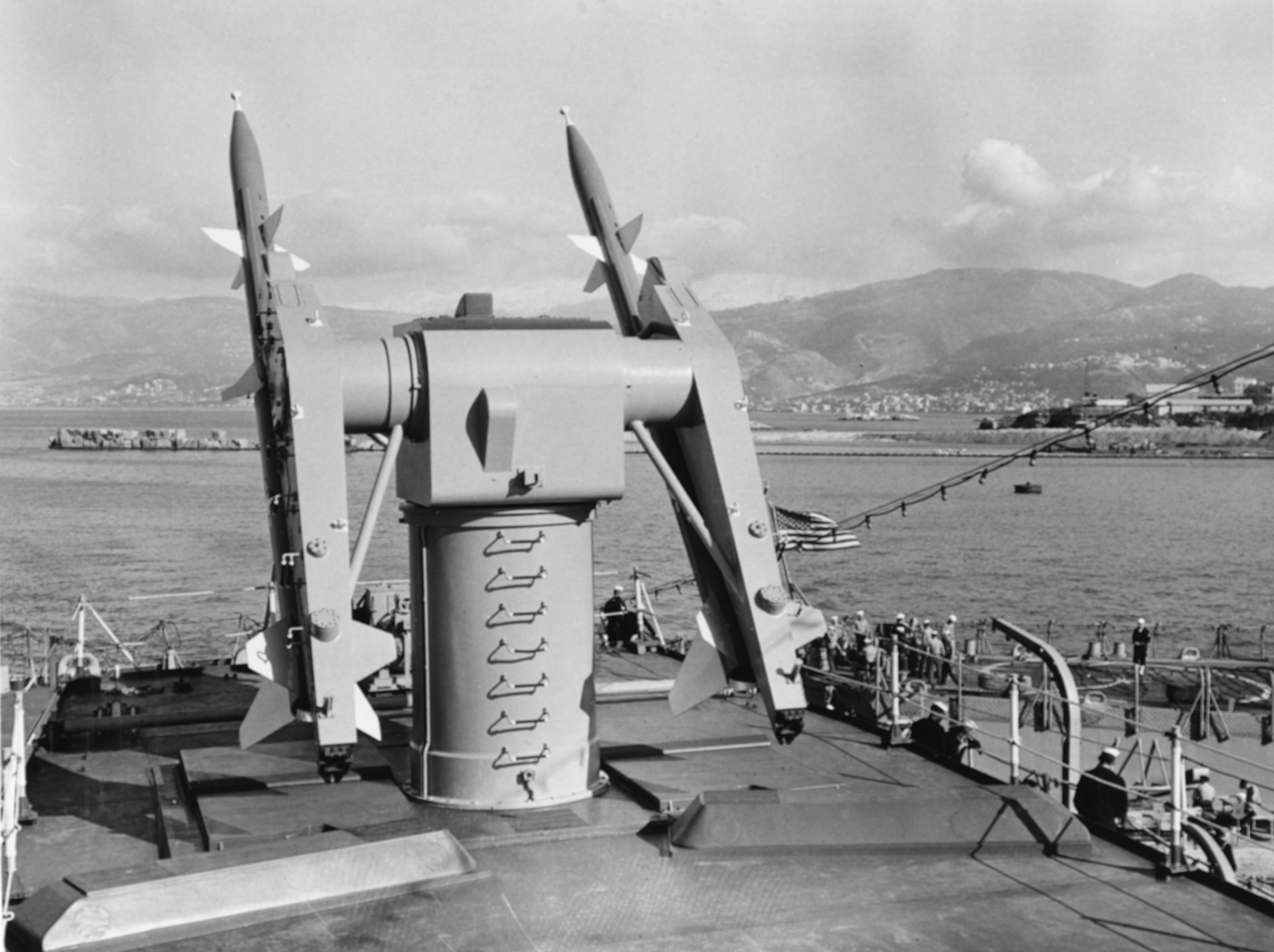
Пусковая установка Mk 4 ракетного крейсера «Бостон»

Пусковая установка Mk 4, разработанная в 1952 году, весила 127 тонн и имела вместимость вертикального подпалубного магазина до 144 ракет. Скорость перезарядки пусковой установки составляла приблизительно 15 секунд на ракету (из них 11 секунд требовалось, чтобы вручную раздвинуть хранящиеся в сложенном виде стабилизаторы), что позволяло выстреливать в среднем по 4 ракеты в минуту двумя залпами по две ракеты.
Установка Mk 4 была сочтена неудобной в эксплуатации из-за вертикального хранения сравнительно длинных ракет, что требовало задействования большого вертикального объёма в корпусе корабля и не позволяло размещать установку на кораблях, уступающих в размерах крейсерам.
Разработанная позднее ПУ Mk 10 имела массу от 110 до 200 тонн, и горизонтальные подпалубные магазины различной вместимости. Ракеты располагались на вращающихся барабанах под палубой. На установку их подавали через выступающую над палубой верхнюю часть магазина, в которой по потолочным рельсам перемещался подвесной кран.
В базовой версии (Mk 10 Mod 1) использовался один вращающийся барабан на 20 ракет. Версия Mk 10 Mod 2 использовала четыре барабана с общим запасом в 80 ракет. «Промежуточная» версия Mk 10 Mod 7 имела три барабана на 60 ракет и устанавливалась только на итальянском крейсере «Витторио Венето».
После перевооружения кораблей ВМФ США на ЗУР семейства «Стандарт», пусковые установки Mk 10 использовались для размещения дальнобойных ЗУР SM-1ER.

### Наземный «Терьер»
Малоизвестным фактом является использование ракет RIM-2 в наземных пусковых установках Корпусом морской пехоты США. Ввиду отсутствия в 1950-х пригодных для полевого применения зенитных ракет наземного базирования, морская пехота США адаптировала морские зенитные ракеты. Пусковые установки перевозились на грузовиках, выгружаясь на грунт перед стрельбой, и перезаряжались со специально разработанного автомобиля-носителя. Эксплуатация их была недолгой, ввиду появления в начале 1960-х мобильного ЗРК MIM-23 Hawk.

## Аналоги
На базе ЗРК «Терьер» французский флот разработал аналогичный ЗРК «Masurca»

## Боевое применение
Комплекс «Терьер-2» применялся во время войны во Вьетнаме в 1972 году крейсерами типа «Белкнап» в ходе операций у берегов ДРВ.
19 апреля крейсер «Стеррет» и его сопровождение подверглись атаке двух вьетнамских истребителей МиГ-17. Для отражения атаки, крейсер впервые задействовал комплекс «Терьер» в боевой обстановке. По американским данным, один из МиГов, атаковавший эсминец сопровождения, был захвачен радарами крейсера и поражён ракетой. Северный Вьетнам отрицает потери, сообщая что оба МиГ-17 благополучно вернулись  с боевого задания. Позже в тот же день крейсер якобы  перехватил ракетами «Терьер» неидентифицированную воздушную цель, предположительно опознанную как ПКР П-15.